# Eliminatórias da Copa do Mundo FIFA de 2010 - América do Norte, Central e Caribe (quarta fase)
Resultados das partidas da quarta fase das eliminatórias norte, centro-americana e caribenha para a Copa do Mundo FIFA de 2010.
Nessa fase, as seis seleções classificadas da fase anterior integraram um grupo único onde todos se enfrentaram em jogos de ida e volta. As três melhores seleções ao final das dez rodadas classificaram-se a Copa do Mundo. A quarta colocada disputa uma repescagem contra o quinto colocado das eliminatórias da América do Sul para definir uma derradeira vaga.

## Classificação
|  | Equipes qualificadas para a Copa do Mundo de 2010 |
|  | Equipe qualificada para a repescagem              |
|  | Equipes eliminadas                                |

| Equipe            | Pts | J  | V | E | D | GP | GC | SG  |
| ----------------- | --- | -- | - | - | - | -- | -- | --- |
| Estados Unidos    | 20  | 10 | 6 | 2 | 2 | 19 | 13 | +6  |
| México            | 19  | 10 | 6 | 1 | 3 | 18 | 12 | +6  |
| Honduras          | 16  | 10 | 5 | 1 | 4 | 17 | 11 | +6  |
| Costa Rica        | 16  | 10 | 5 | 1 | 4 | 15 | 15 | 0   |
| El Salvador       | 8   | 10 | 2 | 2 | 6 | 9  | 15 | -6  |
| Trinidad e Tobago | 6   | 10 | 1 | 3 | 6 | 10 | 22 | -12 |

## Resultados
O sorteio que definiu a ordem dos confrontos foi realizado a 22 de novembro de 2008 em Joanesburgo, na África do Sul.
| 11 de fevereiro de 2009 19:00 (UTC-6) | El Salvador       | 2 – 2     | Trinidad e Tobago            | Estádio Cuscatlán, San Salvador              |
|                                       | Romero 82', 90+3' | Relatório | Edwards 7' · Yorke 26' (pen) | Público: 25,000 Árbitro: MEX Marco Rodríguez |

| 11 de fevereiro de 2009 19:15 (UTC-5) | Estados Unidos     | 2 – 0     | México | Columbus Crew Stadium, Columbus            |
|                                       | Bradley 43', 90+2' | Relatório |        | Público: 23,776 Árbitro: GUA Carlos Batres |

| 11 de fevereiro de 2009 20:30 (UTC-6) | Costa Rica       | 2 – 0     | Honduras | Estádio Ricardo Saprissa Aymá, San José   |
|                                       | Furtado 48', 59' | Relatório |          | Público: 18,000 Árbitro: SLV Joel Aguilar |

| 28 de março de 2009 17:00 (UTC-6) | México                      | 2 – 0     | Costa Rica | Estádio Azteca, Cidade do México          |
|                                   | Bravo 20' · Pardo 53' (pen) | Relatório |            | Público: 90,000 Árbitro: USA Terry Vaughn |

| 28 de março de 2009 19:00 (UTC-4) | Trinidad e Tobago | 1 – 1     | Honduras  | Hasely Crawford Stadium, Port of Spain      |
|                                   | Hyland 88'        | Relatório | Pavón 50' | Público: 23,500 Árbitro: CRC Walter Quesada |

| 28 de março de 2009 19:10 (UTC-6) | El Salvador                    | 2 – 2     | Estados Unidos            | Estádio Cuscatlán, San Salvador               |
|                                   | Quintanilla 19' · Castillo 72' | Relatório | Altidore 77' · Hejduk 88' | Público: 30,350 Árbitro: MEX Benito Archundia |

| 1 de abril de 2009 18:55 (UTC-5) | Estados Unidos         | 3 – 0     | Trinidad e Tobago | LP Field, Nashville                         |
|                                  | Altidore 13', 71', 89' | Relatório |                   | Público: 27,958 Árbitro: PAN Roberto Moreno |

| 1 de abril de 2009 19:30 (UTC-6) | Honduras                    | 3 – 1     | México             | Estádio Olímpico Metropolitano, San Pedro Sula |
|                                  | Costly 17', 79' · Pavón 43' | Relatório | Castillo 82' (pen) | Público: 28,000 Árbitro: CAN Paul Ward         |

| 1 de abril de 2009 20:00 (UTC-6) | Costa Rica  | 1 – 0     | El Salvador | Estádio Ricardo Saprissa Aymá, San José   |
|                                  | Centeno 69' | Relatório |             | Público: 19,200 Árbitro: USA Jair Marrufo |

| 3 de junho de 2009 20:00 (UTC-6) | Costa Rica                            | 3 – 1     | Estados Unidos    | Estádio Ricardo Saprissa Aymá, San José  |
|                                  | Saborío 2' · Borges 13' · Herrera 68' | Relatório | Donovan 90' (pen) | Público: 19,200 Árbitro: TRI Neal Brizan |

| 6 de junho de 2009 18:05 (UTC-4) | Trinidad e Tobago        | 2 – 3     | Costa Rica                    | Dwight Yorke Stadium, Bacolet                 |
|                                  | Edwards 30' · Samuel 63' | Relatório | Saborío 40' · Borges 52', 69' | Público: 8,000 Árbitro: JAM Courtney Campbell |

| 6 de junho de 2009 19:00 (UTC-6) | El Salvador                          | 2 – 1     | México           | Estádio Cuscatlán, San Salvador             |
|                                  | Martínez 12' · Quintanilla 85' (pen) | Relatório | Blanco 71' (pen) | Público: 33,000 Árbitro: CRC Walter Quesada |

| 6 de junho de 2009 19:30 (UTC-5) | Estados Unidos                    | 2 – 1     | Honduras  | Soldier Field, Chicago                        |
|                                  | Donovam 41' (pen) · Bocanegra 67' | Relatório | Costly 4' | Público: 55,647 Árbitro: MEX Mauricio Morales |

| 10 de junho de 2009 19:30 (UTC-6) | Honduras  | 1 – 0     | El Salvador | Estádio Olímpico Metropolitano, San Pedro Sula |
|                                   | Pavón 15' | Relatório |             | Público: 28,000 Árbitro: USA Baldomero Toledo  |

| 10 de junho de 2009 20:30 (UTC-5) | México                | 2 – 1     | Trinidad e Tobago | Estádio Azteca, Cidade do México         |
|                                   | Franco 2' · Rojas 48' | Relatório | Tinto 45+1'       | Público: 92,000 Árbitro: HON José Pineda |

| 12 de agosto de 2009 15:00 (UTC-5) | México                 | 2 – 1     | Estados Unidos | Estádio Azteca, Cidade do México             |
|                                    | Castro 19' · Sabah 82' | Relatório | Davies 9'      | Público: 104,499 Árbitro: PAN Roberto Moreno |

| 12 de agosto de 2009 19:30 (UTC-4) | Trinidad e Tobago | 1 – 0     | El Salvador | Hasely Crawford Stadium, Port of Spain    |
|                                    | Glen 7'           | Relatório |             | Público: 16,000 Árbitro: USA Terry Vaughn |

| 12 de agosto de 2009 19:30 (UTC-6) | Honduras                                          | 4 – 0     | Costa Rica | Estádio Olímpico Metropolitano, San Pedro Sula |
|                                    | Costly 30', 90+2' · Pavón 51' · M. Valladares 89' | Relatório |            | Público: 30,000 Árbitro: MEX Marco Rodríguez   |

| 5 de setembro de 2009 18:10 (UTC-6) | Estados Unidos               | 2 – 1     | El Salvador  | Rio Tinto Stadium, Sandy                 |
|                                     | Dempsey 41' · Altidore 45+2' | Relatório | Castillo 31' | Público: 19,066 Árbitro: HON José Pineda |

| 5 de setembro de 2009 19:00 (UTC-6) | Honduras                                 | 4 – 1     | Trinidad e Tobago | Estádio Olímpico Metropolitano, San Pedro Sula |
|                                     | Pavón 20', 28' · Guevara 62' · Suazo 83' | Relatório | Baptiste 86'      | Público: 38,000 Árbitro: USA Mark Geiger       |

| 5 de setembro de 2009 20:00 (UTC-6) | Costa Rica | 0 – 3     | México                                       | Estádio Ricardo Saprissa Aymá, San José  |
|                                     |            | Relatório | dos Santos 45+1' · Franco 62' · Guardado 71' | Público: 20,000 Árbitro: TRI Neal Brizan |

| 9 de setembro de 2009 19:00 (UTC-6) | El Salvador    | 1 – 0     | Costa Rica | Estádio Cuscatlán, San Salvador               |
|                                     | Corrales 90+1' | Relatório |            | Público: 18,000 Árbitro: MEX Benito Archundia |

| 9 de setembro de 2009 19:10 (UTC-4) | Trinidad e Tobago | 0 – 1     | Estados Unidos | Hasely Crawford Stadium, Port of Spain   |
|                                     |                   | Relatório | Clark 61'      | Público: 4,700 Árbitro: SLV Joel Aguilar |

| 9 de setembro de 2009 20:00 (UTC-5) | México           | 1 – 0     | Honduras | Estádio Azteca, Cidade do México               |
|                                     | Blanco 76' (pen) | Relatório |          | Público: 97,897 Árbitro: JAM Courtney Campbell |

| 10 de outubro de 2009 17:00 (UTC-5) | México                                                     | 4 – 1     | El Salvador  | Estádio Azteca, Cidade do México            |
|                                     | González 25' (g.c.) · Blanco 71' · Palencia 85' · Vela 90' | Relatório | Martínez 89' | Público: 104,000 Árbitro: GUA Carlos Batres |

| 10 de outubro de 2009 20:00 (UTC-6) | Costa Rica                                        | 4 – 0     | Trinidad e Tobago | Estádio Ricardo Saprissa Aymá, San José   |
|                                     | James 26' (g.c.) · Centeno 51' · Saborío 61', 64' | Relatório |                   | Público: 10,000 Árbitro: USA Jair Marrufo |

| 10 de outubro de 2009 20:00 (UTC-6) | Honduras         | 2 – 3     | Estados Unidos               | Estádio Olímpico Metropolitano, San Pedro Sula |
|                                     | de León 47', 78' | Relatório | Casey 50', 66' · Donovan 71' | Público: 37,000 Árbitro: PAN Roberto Moreno    |

| 14 de outubro de 2009 18:05 (UTC-6) | El Salvador | 0 – 1     | Honduras  | Estádio Cuscatlán, San Salvador              |
|                                     |             | Relatório | Pavón 64' | Público: 28,000 Árbitro: USA Ricardo Salazar |

| 14 de outubro de 2009 20:05 (UTC-4) | Trinidad e Tobago       | 2 – 2     | México                    | Hasely Crawford Stadium, Port of Spain     |
|                                     | Baptiste 23' (pen), 61' | Relatório | Esqueda 57' · Salcido 65' | Público: 2,000 Árbitro: CRC Walter Quesada |

| 14 de outubro de 2009 20:05 (UTC-4) | Estados Unidos                | 2 – 2     | Costa Rica    | RFK Stadium, Washington, DC                   |
|                                     | Bradley 71' · Bornstein 90+4' | Relatório | Ruiz 20', 23' | Público: 26,243 Árbitro: MEX Benito Archundia |